# Tigherghar
Tigherghar là một thị trấn thuộc tỉnh Batna, Algérie. Dân số thời điểm năm 2002 là 6.066 người.